# Angoumé
Angoumé (okzitanisch: En Gomèr) ist eine französische Gemeinde mit 266 Einwohnern (Stand: 1. Januar 2022) im Département Landes in der Region Nouvelle-Aquitaine (vor 2016: Aquitanien). Angoumé gehört zum Arrondissement Dax und zum Kanton Dax-1.

## Geografie
Angoumé liegt etwa sieben Kilometer westsüdwestlich von Dax am Fluss Adour, der die Gemeinde im Südosten begrenzt. Umgeben wird Angoumé von den Nachbargemeinden Mées im Norden und Osten, Tercis-les-Bains im Süden und Südosten sowie Rivière-Saas-et-Gourby im Süden und Westen.

## Bevölkerungsentwicklung
| 1962                       | 1968 | 1975 | 1982 | 1990 | 1999 | 2006 | 2018 |
| -------------------------- | ---- | ---- | ---- | ---- | ---- | ---- | ---- |
| 138                        | 136  | 111  | 118  | 103  | 179  | 236  | 278  |
| Quellen: Cassini und INSEE |      |      |      |      |      |      |      |

## Sehenswürdigkeiten

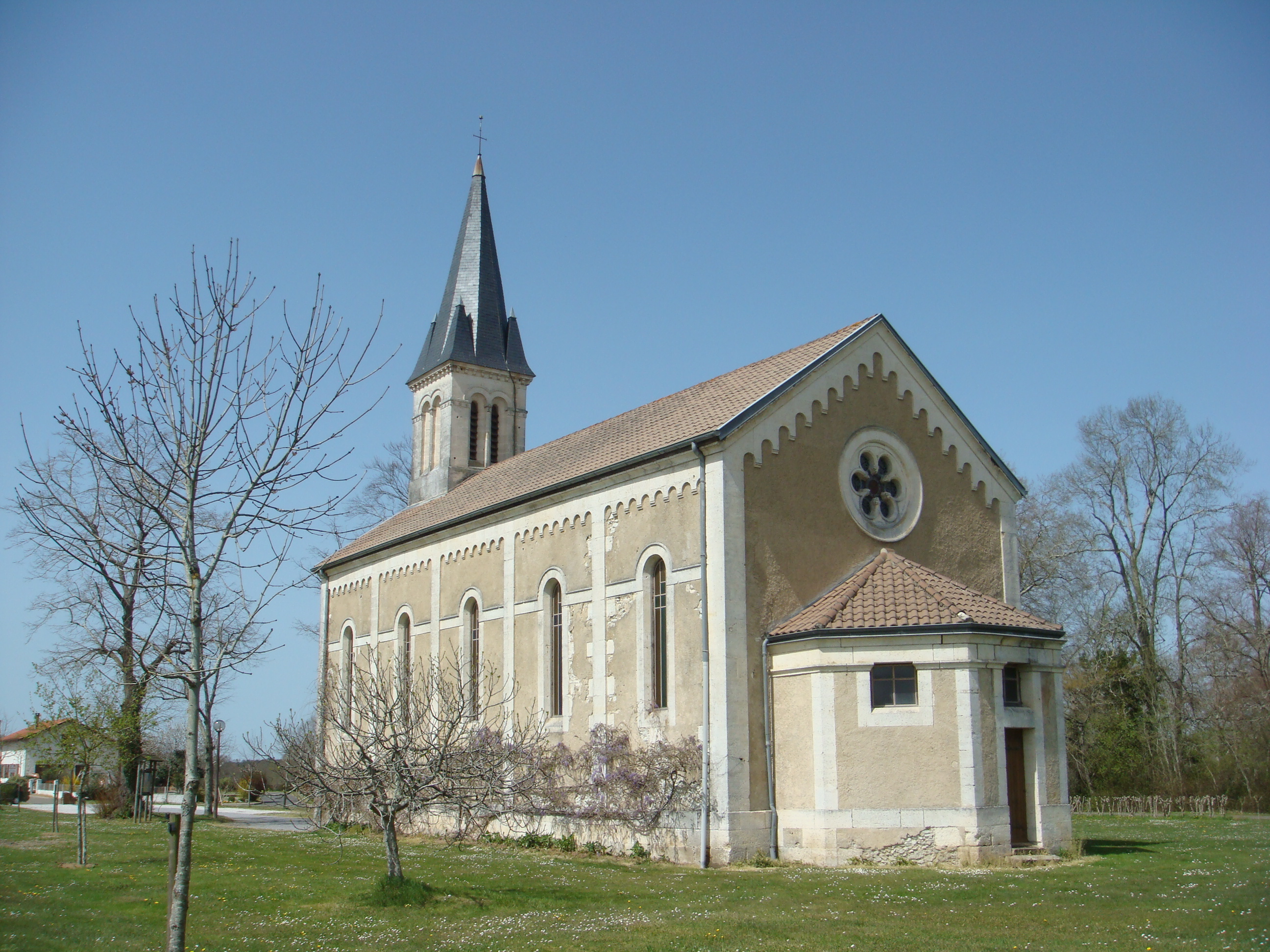
Kirche Sainte-Eulalie

- Kirche Sainte-Eulalie